# Aegomorphus longitarsis
Aegomorphus longitarsis es una especie de escarabajo longicornio del género Aegomorphus,  subfamilia Lamiinae. Fue descrita científicamente por Bates en 1880.
Se distribuye por Brasil, Colombia, Ecuador y Perú. Mide 20-26,5 milímetros de longitud.